# Greenway

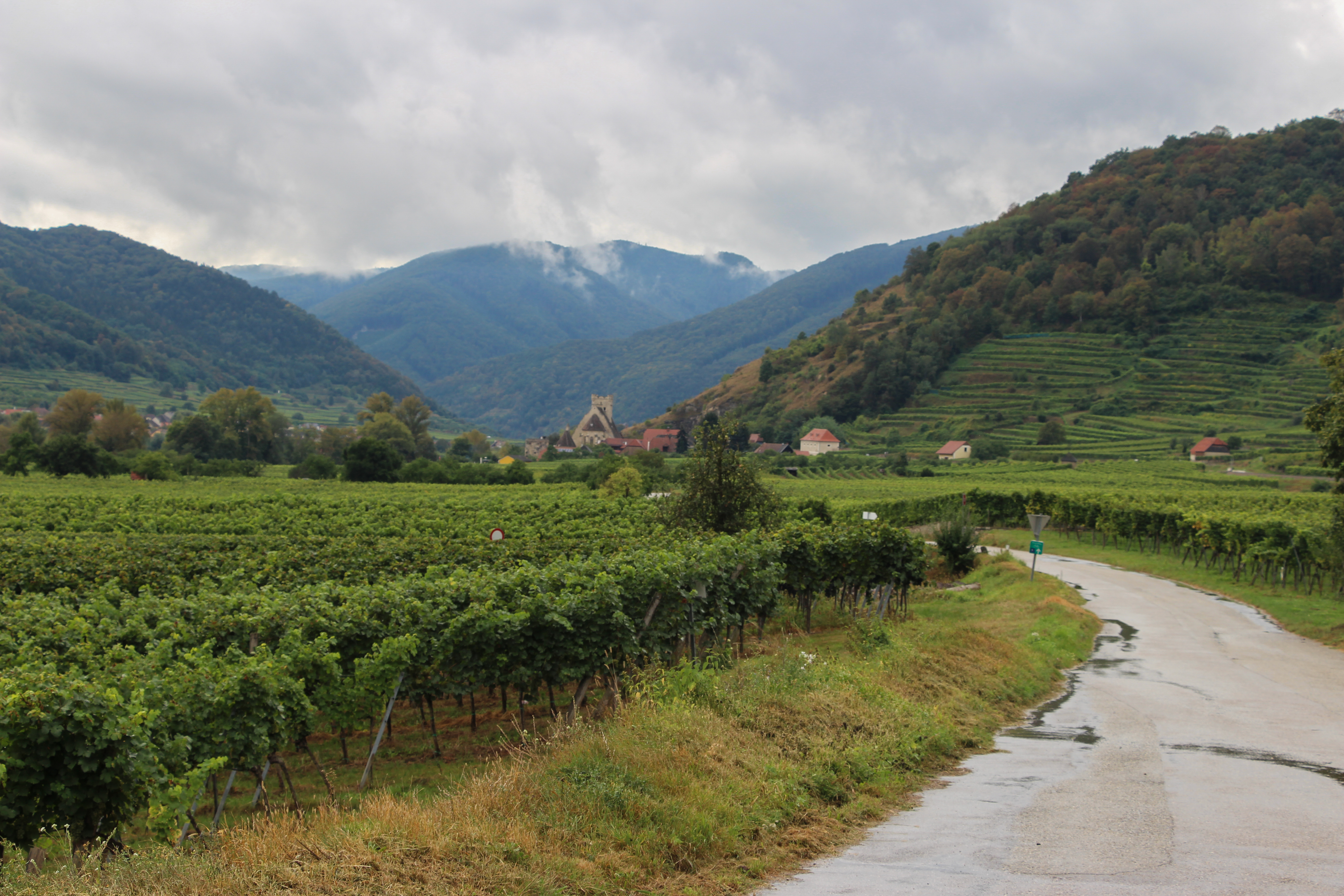
Zelená stezka podél Dunaje, Wachau v Rakousku

Greenway (v češtině používáno v původní podobě nebo překládáno například jako zelená stezka, zelený pás nebo zelený koridor) je úzký pás přírodního nebo parkového území, který slouží k rekreaci a k nemotoristické dopravě (pěší, cyklistické, jezdecké, in-line bruslení, vozíčkáři atd.). Takové přírodní pásy přirozeně existují především kolem řek a potoků, ale využívány jsou i například pásy kolem zrušených železnic. Budování pobřežních cest a stezek pro dopravní i turistické účely bylo v mezích technologických možností obvyklé i v minulosti, termín „greenways“ je však spojen s moderním důrazem na ochranu, kultivaci i obnovu přírody a zároveň se standardy podporujícími i cykloturistiku a poznávací turistiku (hladký zpevněný povrch, odpočívadla, občerstvení se stojany na kola, informační tabla, záchody, infocentra, parkoviště u nástupních míst atd.) Významným motivem je investiční zájem obcí a drobných místních podnikatelů na rozvoji turistického ruchu.

## V Evropě
V Evropě zastřešuje organizace zabývající se těmito snahami Evropská asociace greenways (Association Euroéenne des Voies Vertes, European Greenways Association). Výsledkem evropské spolupráce jsou přeshraniční stezky jako je
- Dunajská cyklostezka
- Greenways Praha–Vídeň
- Labská cyklotrasa

## Zelené koridory v Česku
V Česku mezi první propagátory a iniciátory patřilo v 90. letech občanské sdružení „Oživení – Bohemian Greenways“, v současné době je aktivní občanské sdružení „Greenways – Zelené stezky“, které zastřešuje celou řadu projektů v rámci Greenways Praha–Vídeň, celostátní zastřešující role se v roce 1998 ujala Nadace Partnerství. Členy těchto občanských sdružení jsou zejména obce a podnikatelé, zhruba od konce století ve větší míře i neziskové organizace. Na propagaci a podpoře se podílelo i severoamerické sdružení Friends of Czech Greenways.
- Greenways Praha–Vídeň
- Greenway Botič
- Greenway Vltava
- Greenway Labe
- Labská cyklotrasa
- Greenway Berounka
- Greenway Litavka
- Zelený pás kolem Prahy
- Posázavská stezka (pěší, vznik – 20. léta 20. století)